# Bogoštica
Bogoštica (cyr. Богоштица) – wieś w Serbii, w okręgu maczwańskim, w gminie Krupanj. W 2011 roku liczyła 244 mieszkańców.